# Hantay
Hantay är en kommun i departementet Nord i regionen Hauts-de-France i norra Frankrike. Kommunen ligger i kantonen La Bassée som tillhör arrondissementet Lille. År 2022 hade Hantay 1 249 invånare.

## Befolkningsutveckling
Antalet invånare i kommunen Hantay
| Referens: INSEE |